# SSL International
La SSL International Plc è stata una holding multinazionale nata nel 1999 dalla fusione di Seton Scholl Healthcare plc e London International Group Plc, opera soprattutto nel settore dei prodotti per la salute e per il benessere. Nota con il marchio di profilattici Durex, ha prodotto anche cosmetici per la cura del piede, calzature con il marchio Scholl, i guanti domestici con il marchio Marigold.

## Storia
Presente con stabilimenti produttivi in otto paesi (sia di proprietà sia in joint venture) e con uffici in 35 paesi, SSL International è stata acquisita nel luglio 2010 da  Reckitt Benckiser per una cifra pari a circa 2,54 miliardi di sterline, in contanti; l'acquisizione è stata ultimata nel novembre dello stesso anno.